# Sommepy-Tahure
Sommepy-Tahure ist eine französische Gemeinde mit 656 Einwohnern (Stand: 1. Januar 2022) im Département Marne in der Region Grand Est (vor 2016 Champagne-Ardenne). Sie gehört zum Arrondissement Châlons-en-Champagne und zum Kanton Argonne Suippe et Vesle. Die Einwohner werden Sompinards oder Sopinats genannt.

## Geografie
Sommepy-Tahure liegt in der Landschaft Argonne, etwa 50 Kilometer westnordwestlich von Verdun am Fluss Py. Im östlichen Gemeindegebiet, beim aufgelassenen Ort Tahure, entspringt die Dormoise. Umgeben wird Sommepy-Tahure von den Nachbargemeinden Saint-Étienne-à-Arnes im Norden und Nordwesten, Semide im Norden und Nordosten, Aure, Manre und Gratreuil im Osten, Rouvroy-Ripont im Südosten, Minaucourt-le-Mesnil-lès-Hurlus im Süden und Südosten, Souain-Perthes-lès-Hurlus im Süden und Südwesten sowie Sainte-Marie-à-Py im Westen.

## Geschichte
1950 wurden die Ortschaften Sommepy und Tahure zur heutigen Gemeinde zusammengelegt.

## Bevölkerungsentwicklung
| Jahr                       | 1962 | 1968 | 1975 | 1982 | 1990 | 1999 | 2006 | 2018 |
| Einwohner                  | 588  | 565  | 553  | 520  | 537  | 539  | 609  | 632  |
| Quellen: Cassini und INSEE |      |      |      |      |      |      |      |      |

## Sehenswürdigkeiten
- Kirche Saint-Martin aus dem 15. Jahrhundert mit Umbauten aus dem 17. Jahrhundert, Monument historique seit 1862
- Französischer Nationalfriedhof
- Schloss Sommepy

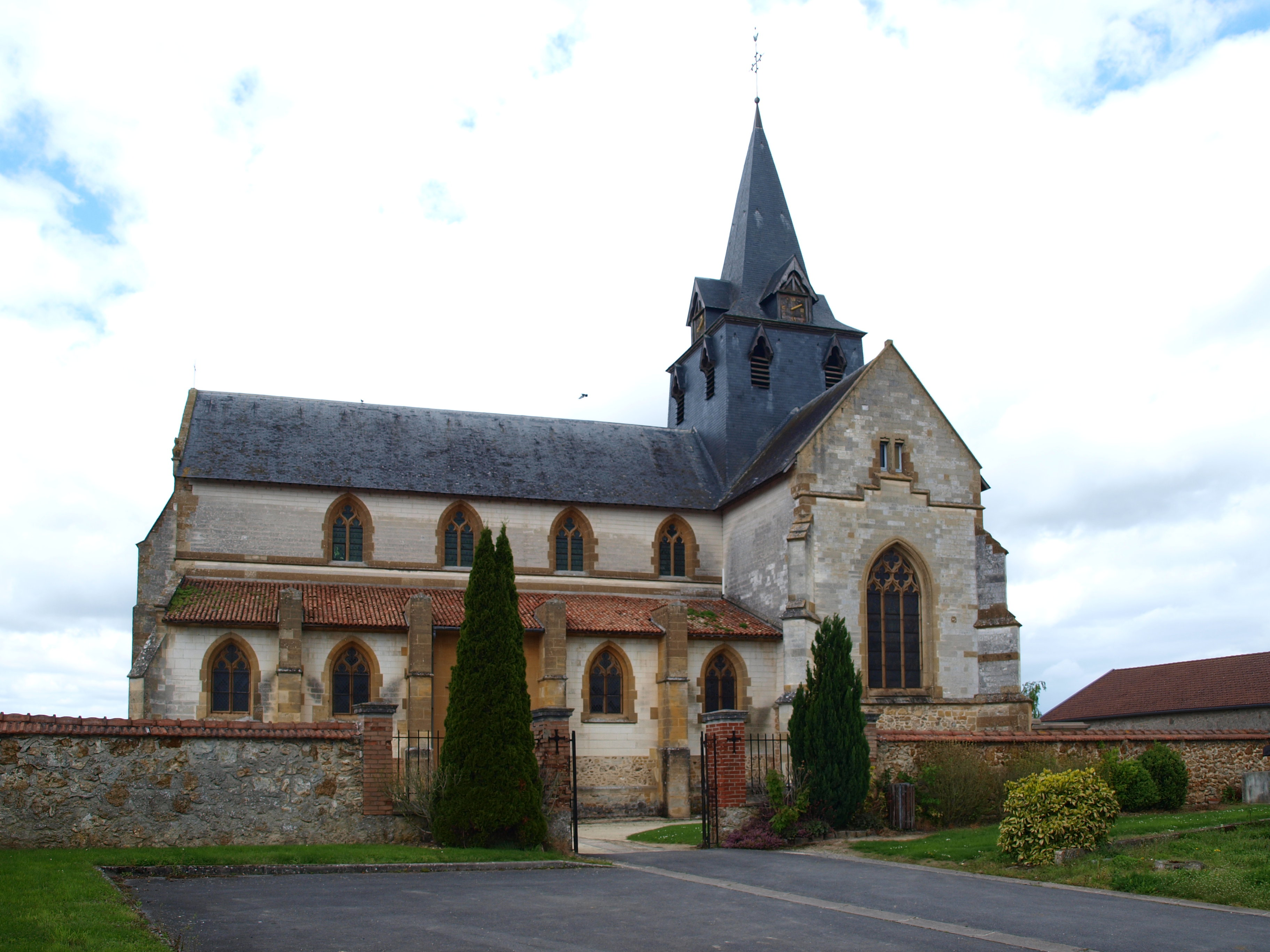
Kirche Saint-Martin
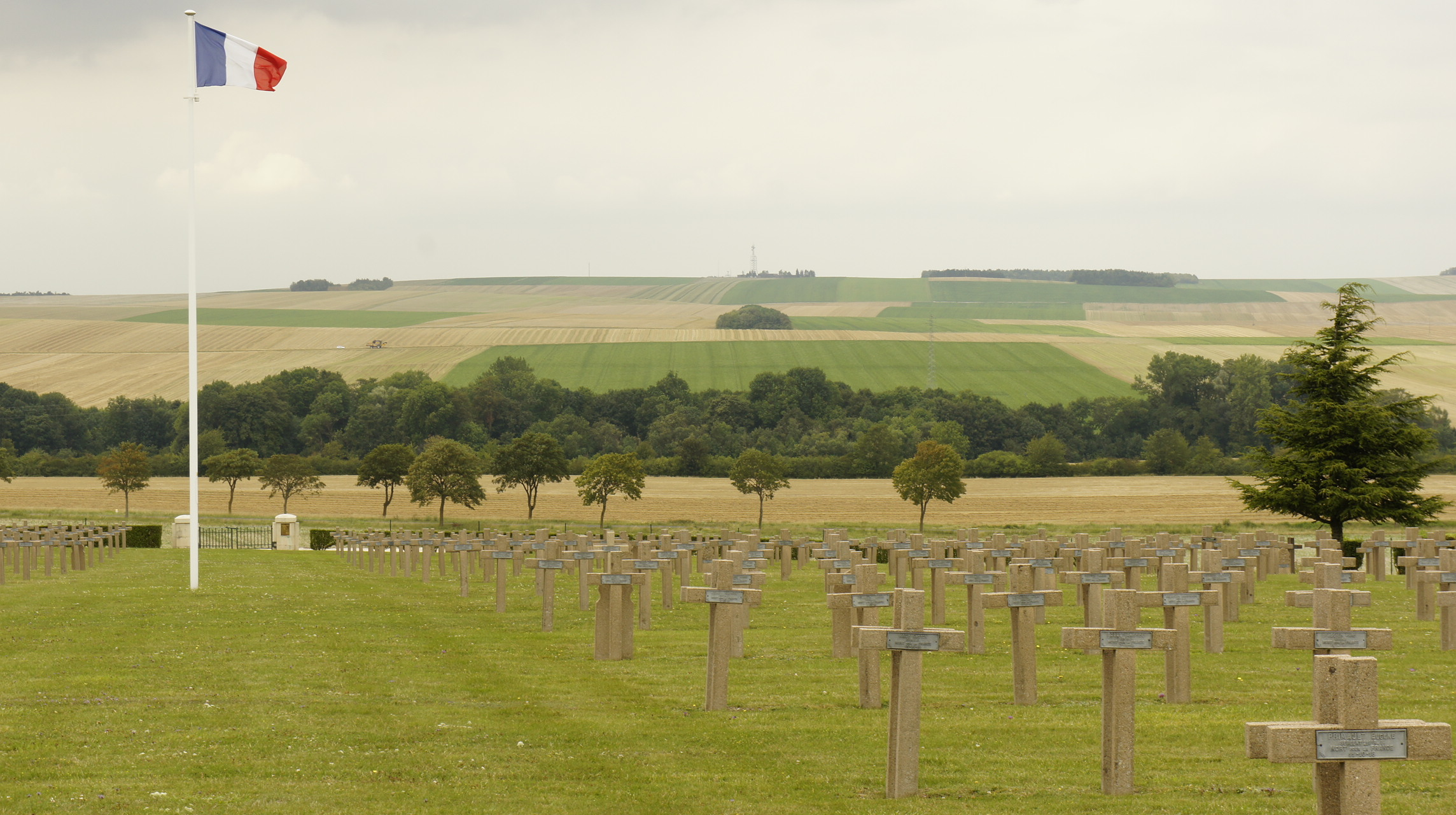
Französischer Nationalfriedhof

## Gemeindepartnerschaften
Mit der deutschen Gemeinde Wassenach in Rheinland-Pfalz besteht seit 1993 eine Partnerschaft.

## Persönlichkeiten
Im Ersten Weltkrieg fiel bei Sommepy-Tahure der deutsche Chemiker Oskar Piloty (1866–1915) und hochdekorierte deutsche Scharfschütze Franz Dumann (1888–1916).